# Architektur Osttimors

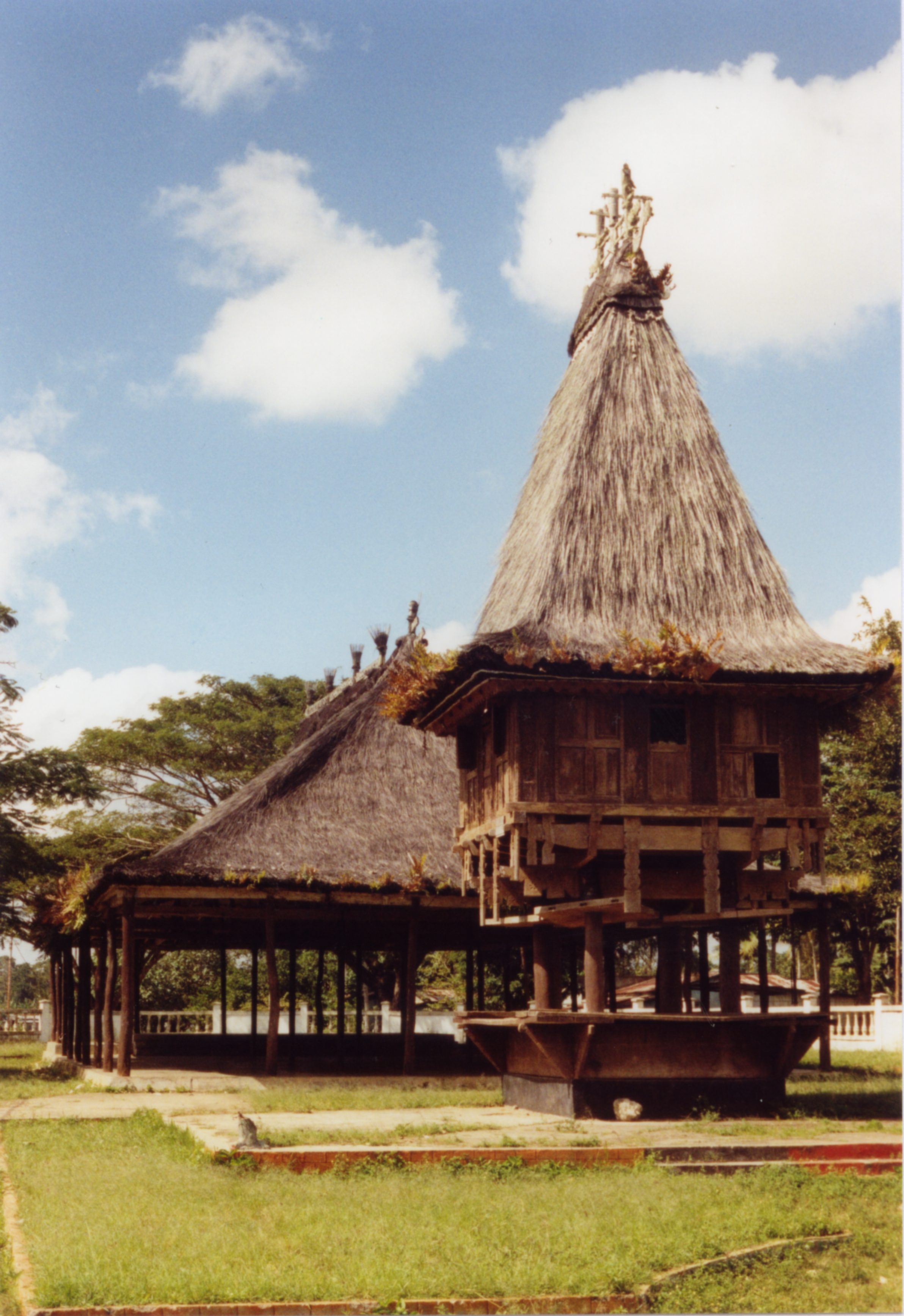
Ein heiliges Haus der Fataluku in Lospalos

Die Architektur Osttimors spiegelt die Traditionen der verschiedenen Ethnien des Landes und die Zeiten der Fremdherrschaft wider. Noch heute werden Hütten aus Holz, Palmwedeln, Bambus, Stroh, Lehm und anderen lokalen Materialien im traditionellen Stil errichtet, auch wenn immer mehr moderne Materialien Verwendung finden, wie Dächer aus Zinkblech. Aus Stein sind Tranqueiras (deutsch Deckung, Verschanzung), alte Wehranlagen, die die Timoresen zum Schutz ihrer Siedlungen errichteten. Die Unterschiede der jeweils verfügbaren Materialien hat ebenso einen Einfluss auf die lokalen Bauwerke, wie das unterschiedliche Klima in den einzelnen Regionen Osttimors. Trotzdem sind Gemeinsamkeiten erkennbar.

## Traditionelle Architektur

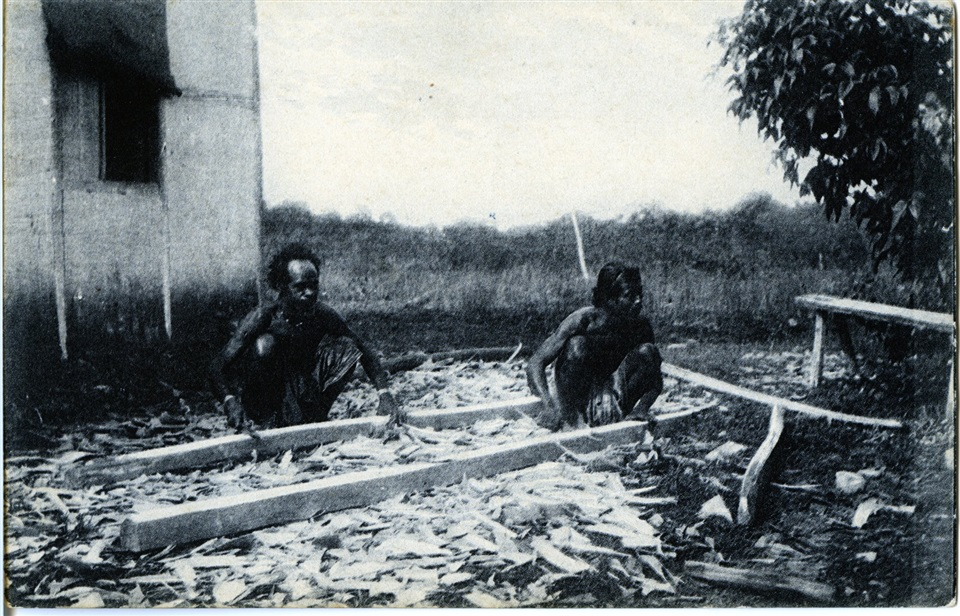
Timoresische Schreiner nach 1900

Traditionelle Architektur ist definiert als alle angestammten Konstruktionen, deren konstruktive Techniken von Generation zu Generation weitergegeben wurden.

### Hütten

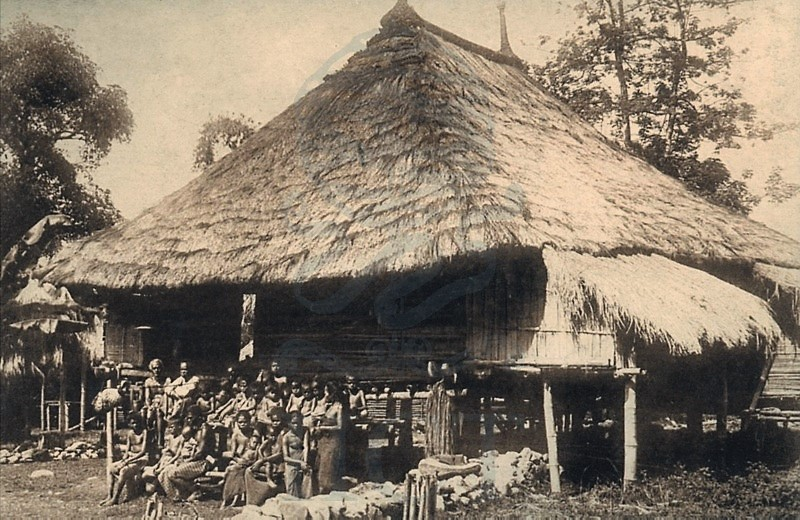
Hütte eines Dorfchefs
(Anfang des 20. Jhdt.)

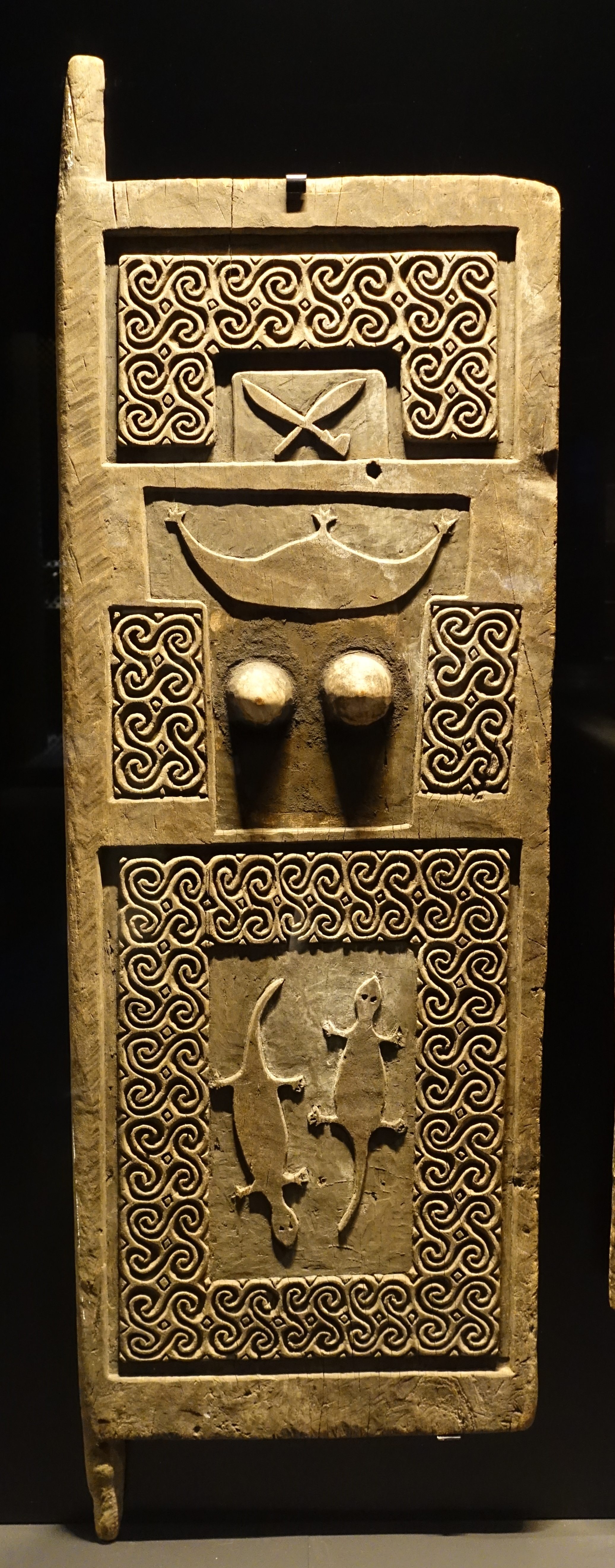
Geschnitzte Tür aus Bobonaro (um 1900)

Bei den traditionellen Hütten unterscheidet man zwischen den Schlafhäusern (tetum Uma tidor) und Heiligen Häusern (tetum Uma Lulik). Die Uma Lulik waren während der indonesischen Besatzung (1975–1999) und vor allem der Gewaltwelle von 1999 fast alle verschwunden. Seit der Unabhängigkeit werden sie wieder neu errichtet, ebenso wie die traditionellen heiligen Häuser der anderen Ethnien.
Laut amtlicher Statistik von 2015 haben 13 % der Haushalte nur ein Zimmer zur Verfügung, 30 % zwei Zimmer und 27 % drei Zimmer. Die Wohnhäuser dienen als Essbereich und Schlafplatz, wobei sich manchmal der Schlafbereich in einem abgetrennten Zimmer mit der Feuerstelle befindet.
Steine werden bei der traditionellen Bauweise fast nur im Fundament eingesetzt, um Zerstörungen durch Wasser zu vermeiden, obwohl geeignete Gesteine vorhanden sind. Es herrschen pflanzliche Baustoffe vor. Selbst Lehm wird meist erst bei besseren Bauwerken verwendet. Feste Pfeiler fehlen. Auf Holz wird bei neueren Bauten zunehmend zugunsten von Beton, Stahl und Glas verzichtet, sofern die Finanzmittel zur Verfügung stehen. Das Holz wird aus den einheimischen Wäldern geholt. Dort finden sich auch hochwertige Holzarten, wie Sandelholz, Rotzeder, Mahagoni, Rosenholz und Teakholz. Bambus gibt es in Osttimor reichlich. Er wird in Bobonaro, Cova Lima und Viqueque für Strukturelemente, Wände, Böden und Dächer verwendet. Gebaut wird in der Trockenzeit, wenn die Feldarbeit ruht und kein Regen die Bauarbeiten behindert.
Die Dekorationen an der Hausaußenseite sind oft aus der timoresischen Mythologie entlehnt und geben Auskunft über die Bewohner und ihren sozialen Status. Zu den Motiven gehören auch Wasserbüffel, Hähne, Bäume (als Ursprung des Lebens und Mittelpunkt der Welt) und das Krokodil aus dem Schöpfungsmythos Timors.
Pfahlhäuser sind bei mehreren Ethnien verbreitet. Von diesen gibt es zwei verschiedene Basistypen. Beiden Basistypen gemeinsam sind die Pfähle, ein erhöhter Boden und ein Schrägdach. Zum ersten Typ gehören die Bauten der Fataluku und Makasae, der beiden Ethnien im äußersten Osten des Landes. Die Hütten verfügen über drei Ebenen: Fuß, Raum und Dach. Das Dach ist in zwei Ebenen mit verschiedenen Steigungen geteilt. Den zweiten Basistyp findet man bei Mambai, Bekais, Tetum Terik, Bunak, Kemak und Makalero. Außerdem gehören auch die abgeleiteten Typen Manatuto und Lefo dazu. Bei diesem Typ gibt es jeweils mindestens drei verschiedene Sorten von Pfählen, die den Boden und das Dach abstützen. Mehrere Ringe aus peripheren Stangen bilden das kreisrunde Dach. Auffällig im Vergleich zu den benachbarten Ethnien sind die traditionellen Rundhütten der Mambai, die noch heute als Wohnhäuser weit verbreitet sind. Ansonsten haben die traditionellen Hütten einen quadratischen oder rechteckigen Grundriss und eine Grundfläche von etwa 15 m². Der Eingang besteht aus zwei Türpfosten und Stufen, die in den Wohnraum führen. Möbel oder Dekorationen sind in den Wohnhäusern eher spärlich.

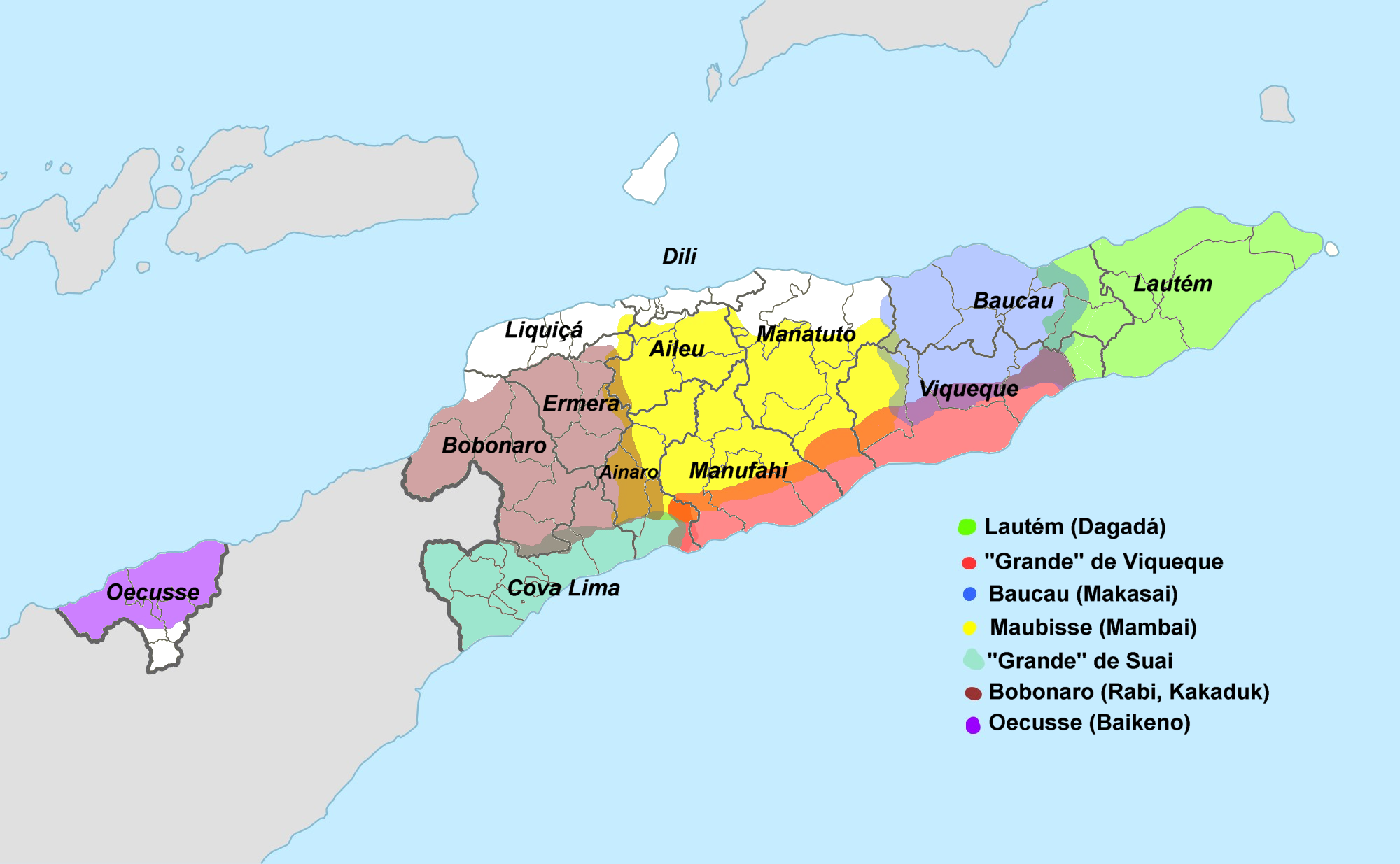
Haustypen in Osttimor nach Ruy Cinatti

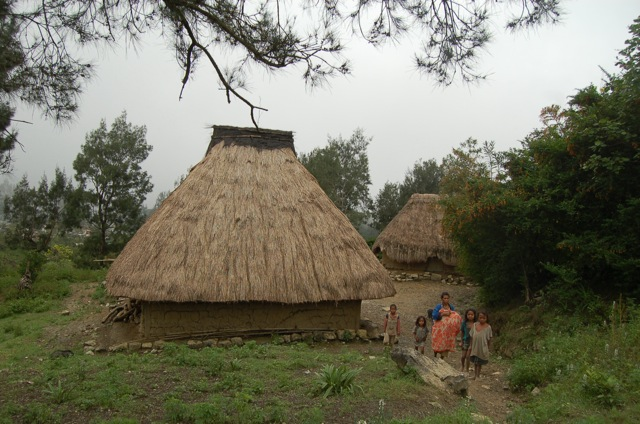
Dorf in Ritabou (Bobonaro)

Ruy Cinatti unterteilte 1987 Osttimor architektonisch in sieben Regionen: Bobonaro, Suai (Cova Lima), Viqueque, Maubisse, Baucau, Lautém und Oe-Cusse Ambeno. Dabei berücksichtigte er auch die Eigenschaften der Siedlungen. In der Regel liegen die Häuser traditionell sehr verstreut, nur manchmal sind sie um einen dichten Kern gruppiert, der mit Steinmauern umgeben ist. Andernorts stehen die Häuser auf Lichtungen und sind durch Waldwege miteinander verbunden. Einfluss hat auch die lokal vorherrschende Art der Landwirtschaft.
Im bergigen Bobonaro liegen die Häuser verstreut oder in kleinen Gruppen von sechs bis 20 Gebäuden. Der rechteckige Grundriss ist etwa elf Meter lang und sieben Meter breit. Die Gebäude stehen auf zahlreichen Pfeilern, Zwei heilige Pfeiler stehen im Gebäude: die „Säule der Erde“ und der „Säule des Meeresgrundes“. Sie grenzen die drei Innenräume ab: Den Eingangsbereich, der zentrale Hauptraum (der doppelt so groß ist, wie die anderen Räume) und der Familienraum, dessen Größe von den Bedürfnissen der Familie abhängt.

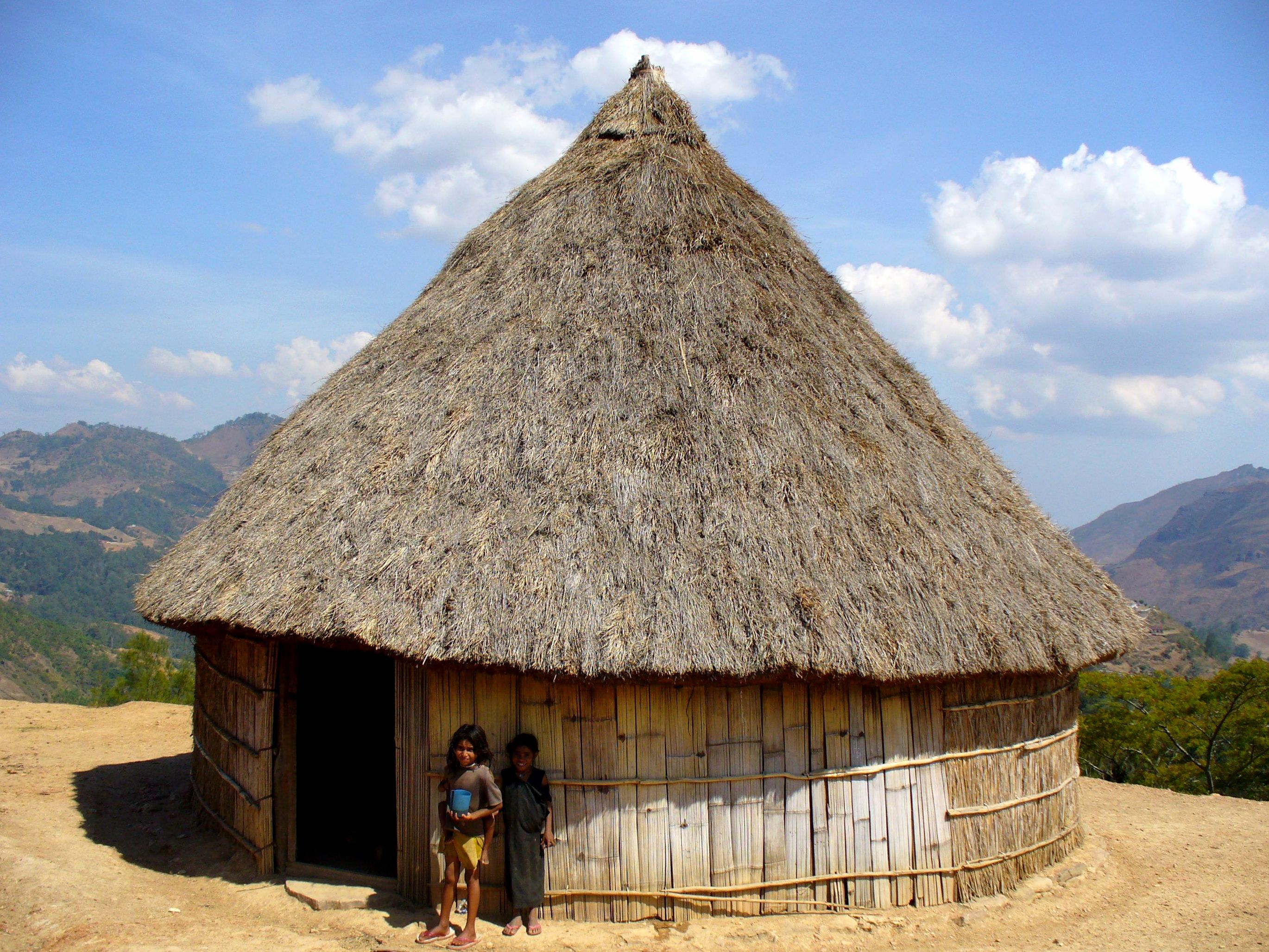
Wohnhaus der Mambai in Maubisse

In der Region um Maubisse bestehen die Siedlungen aus drei bis vier Häusern und Nebengebäuden, die von Hügelkuppeln und Bergspitzen bis in die Täler unregelmäßig verteilen. Die Hütten haben einen kreisförmigen oder elliptischen Grundriss und ein auf eine Spitze zulaufendes, steiles Dach. Der Boden des einzigen Innenraums, in dem geschlafen, gekocht und gegessen wird, ist tiefergelegt, um die Bewohner vor kalten Winden und den Einblick von draußen zu schützen. Gebrauchsgegenstände Lebensmittel und Kleidung wird auf Tischen aufbewahrt.

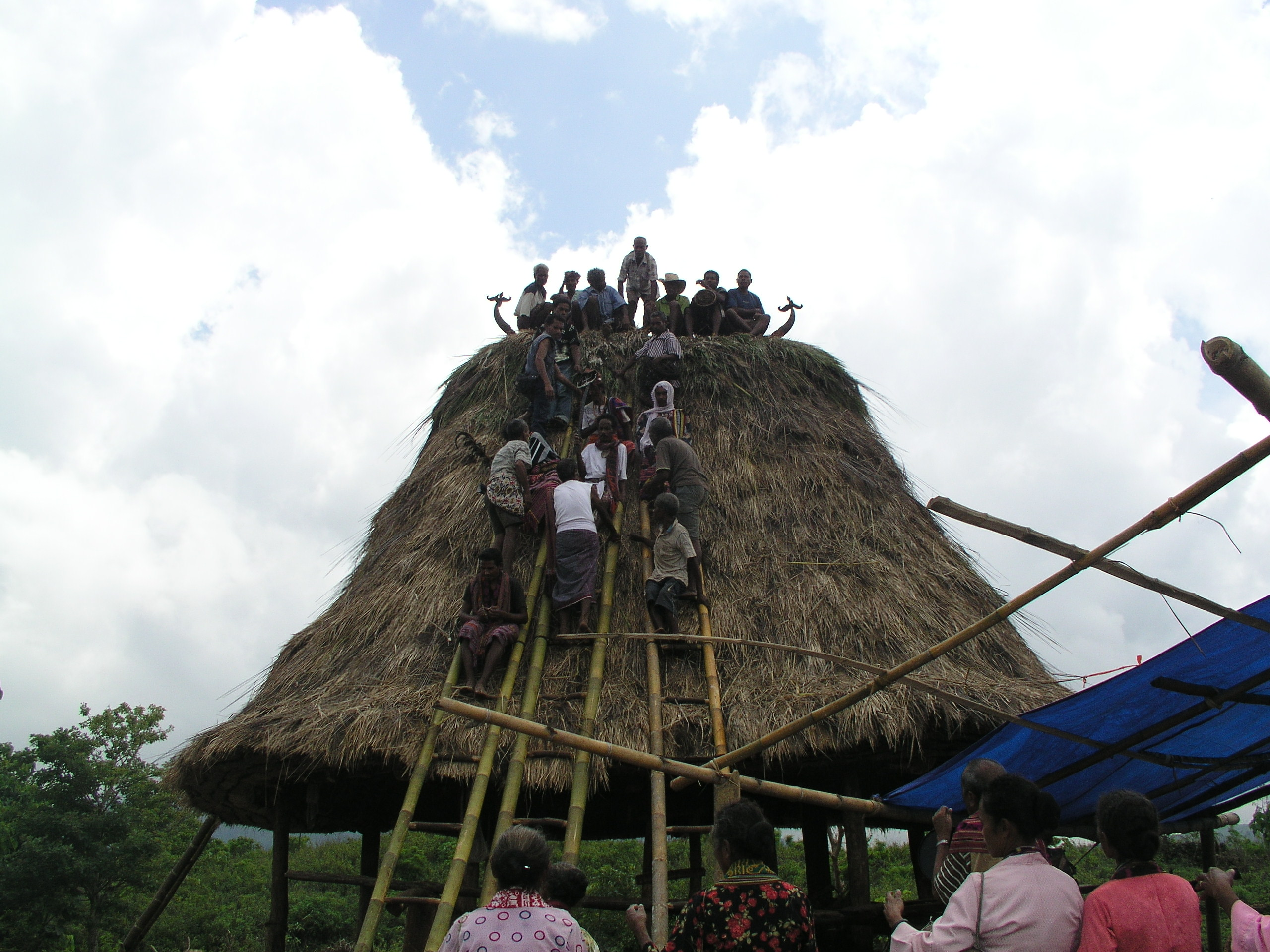
Bau eines heiligen Hauses der Midiki in Fatulia (Baucau)

Der Haustyp der Region Baucau sehen aus wie Strohdächer ohne Wände, die auf acht Randstelzen (wodurch der achteckige Grundriss entsteht) und vier inneren Stelzen stehen. Im Innenraum ist zusätzlich der Dachboden abgetrennt, der auf vier Pfeilern ruht. Im Dachboden werden Alltagsgegenstände, Waren und heilige Gegenstände aufbewahrt. Die 50 Zentimeter dicke Außenabdeckung aus Palapa bildet die gesamte Außenseite und schützt vor Regen und Hitze. Die Bauzeit für solche Hütten beträgt drei bis vier Monate. Zur Einweihung des Gebäudes werden die Seelen der verstorbenen Ahnen in einer Zeremonie vom alten zum neuen Haus übertragen.

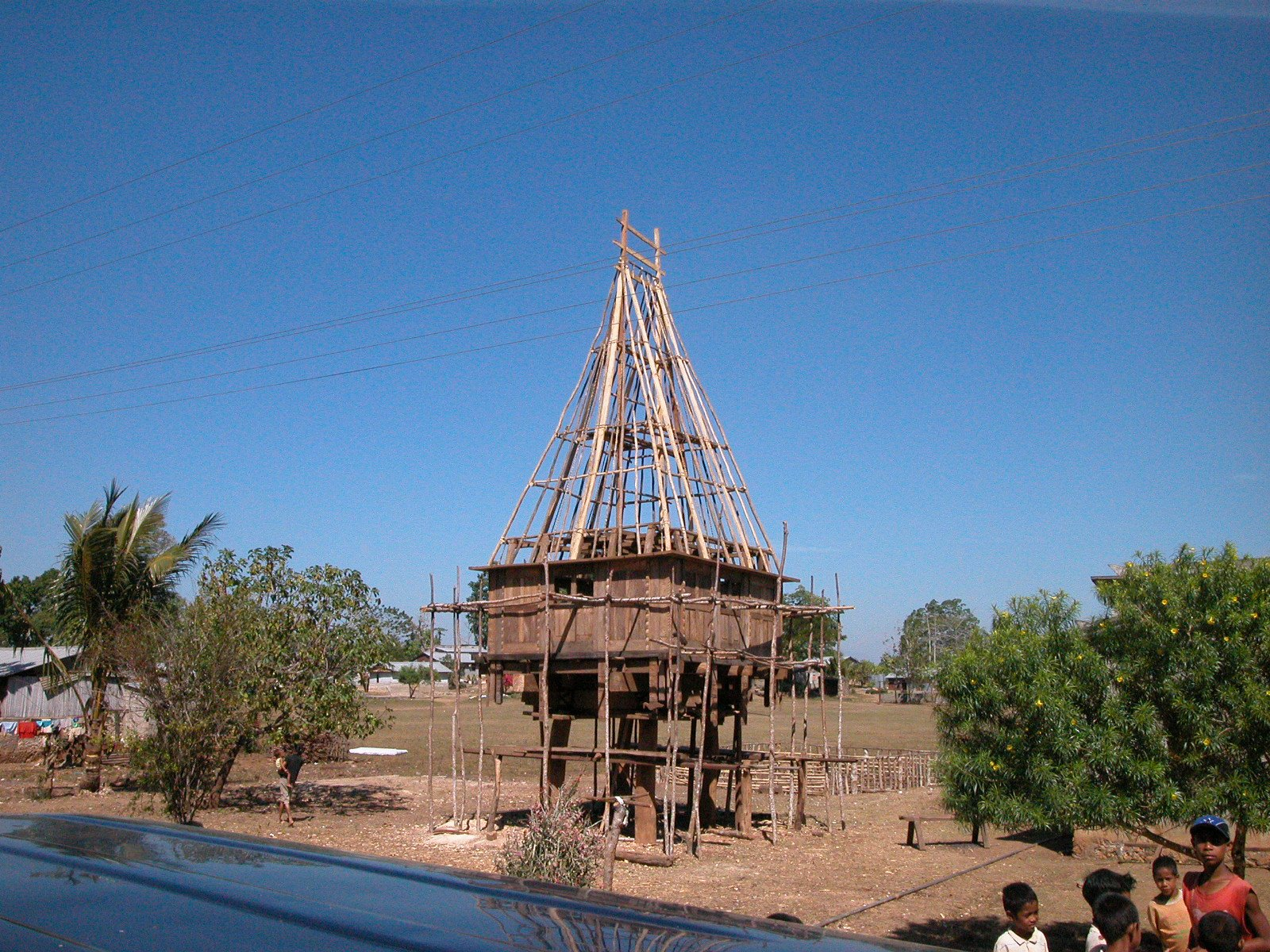
Neubau eines Uma Luliks der Fataluku in der Gemeinde Lautém

Die alten Siedlungen in Lautém sind größer und kompakter im Vergleich zu anderen Regionen und bestehen aus 40 bis 50 Häusern. Sie werden auf Fataluku Lee-teinu (deutsch „Häuser auf Beinen“) genannt. Auf vier Pfeilern stehen die markanten Hütten mit den steilen pyramidalen Dächern und quadratischem Grundriss, die zum nationalen Symbol für ganz Osttimor wurden. Sie können bis zu zwölf Meter hoch sein. Das Dach wird reich verziert mit Muscheln, Schnitzereien und anderen Symbolen der macht. Die Außenwände aus Holzbrettern sind bemalt. Der in drei Meter Höhe gelegene Boden ruht auf einen komplexen Rahmensystem.
In den Regionen von Viqueque, wo Tetum Terik gesprochen wird, bilden zwei bis zehn Häuser zerstreute Siedlungen, die jeweils von nur einer Familie bewohnt werden. In der Regel werden sie in den Wäldern um Lichtungen gruppiert. Die Häuser sind mit 15 Metern Länge und sieben Metern Breite größer als in den anderen Teilen Osttimors. Der Eingang befindet sich an der schmaleren Seite. Der Hüttenboden wird von einer eigenen Struktur getragen, während das Dach von eigenen Stelzen außen abgestützt wird. Der Innenraum teilt sich in Frauenschlafzimmer, das Männerschlafzimmer und Küche. Oberhalb befinden sich die Lagerräume.

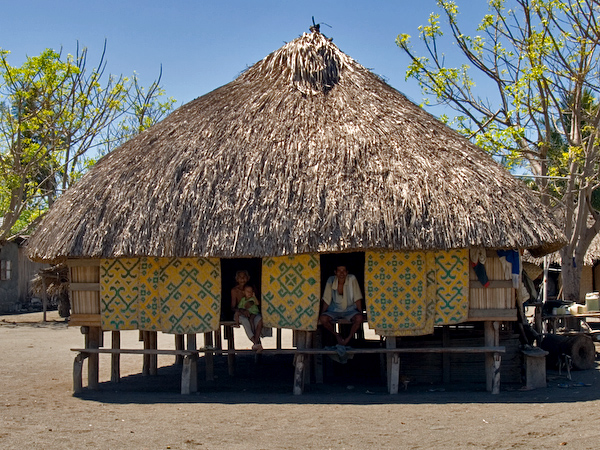
Wohnhaus der Tetum Terik in Suai Loro

In Cova Lima, wo der Suai-Haustyp zu finden ist, liegen die Häuser zwar in Nachbarschaft, die Zwischenräume sind aber relativ groß und Hecken begrenzen die Grundstücke. Die rechteckigen Häuser stehen mit drei Ebenen in 80 cm, 100 cm und 150 cm Höhe auf Stelzen. Der zentrale Raum, der einzige mit Wänden, ist das Herz des Hauses, wo die Besitzer und die Alten wohnen und kochen. Am Dach befestigte, gewebte Strohmatten schützen die Räume darum herum nach außen vor der Sonne. Zwischen den Räumen stehen Regale, in denen Lebensmittel und Kochutensilien untergebracht sind.

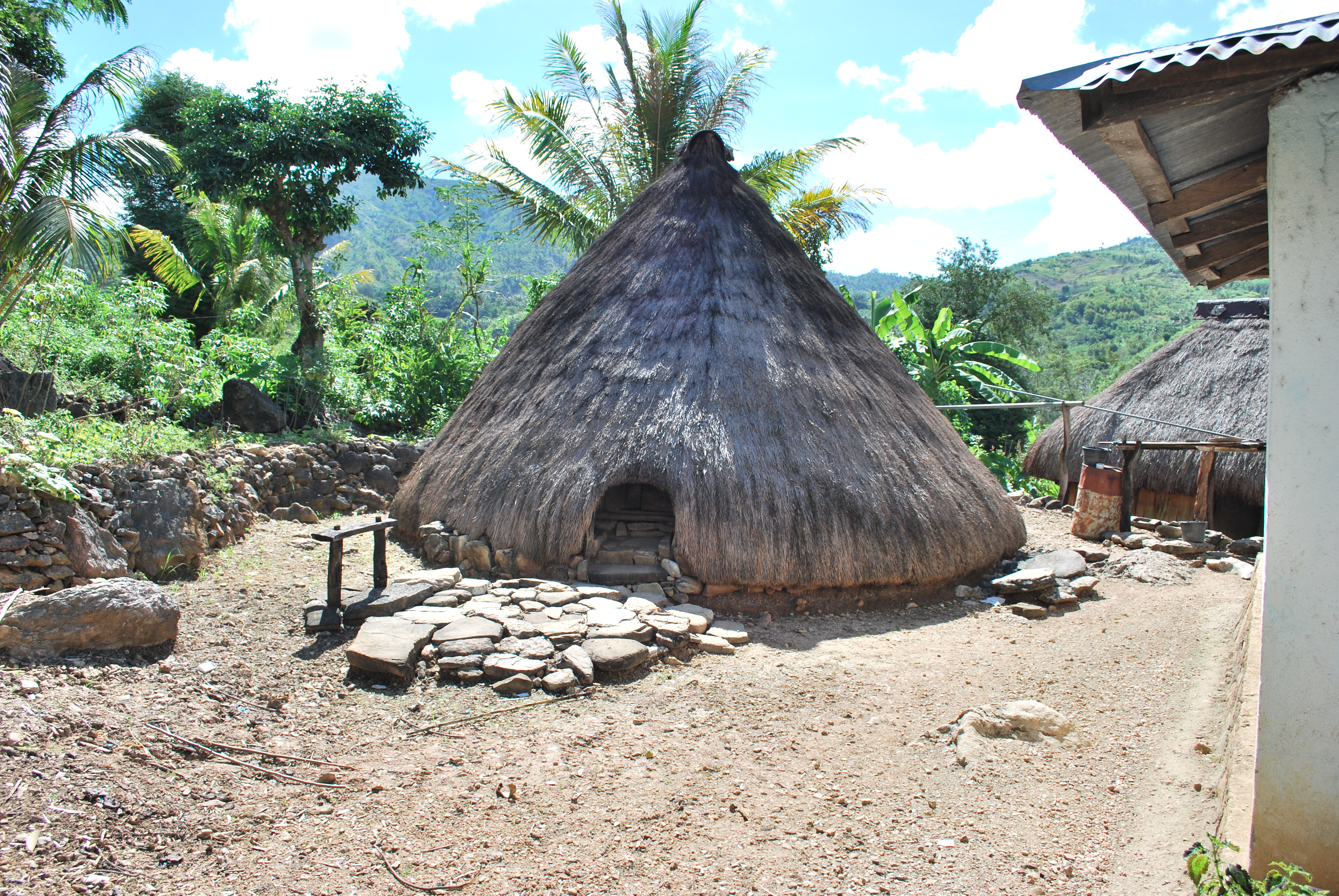
Hütten der Atoin Meto in den Bergen von Oe-Cusse Ambeno

In Oe-Cusse Ambeno finden sich zwei verschiedene Haustypen. In den Bergen im Landesinneren sind die Siedlungen verstreut und die Häuser eingeschossig und konisch. Cinatti nannte sie die „primitivsten auf ganz Timor“. An der Küste finden sich größere Siedlungen. Herabhängende, gewebte Strohmatten dienten hier als Wände. Cinatti glaubte darin Gemeinsamkeiten mit dem Stil Suais und Viqueques und einen Einfluss der Tetum zu erkennen. Lokale Überlieferungen berichten aber, dass die Küstenbewohner Einwanderer aus dem Südwesten Timors sind, von wo sie ihren Baustil mitbrachten. Die sieben Meter breiten und 10 Meter langen Häuser stehen auf zwei Säulen und haben eine Abdeckung von über 50 cm. Matten teilen den Innenraum in ein Hauptzimmer und zwei kleineren Abtrennungen. Die doppelten Außenwände bestehen aus zwei verschiedenen pflanzlichen Materialien.

### Tranqueiras

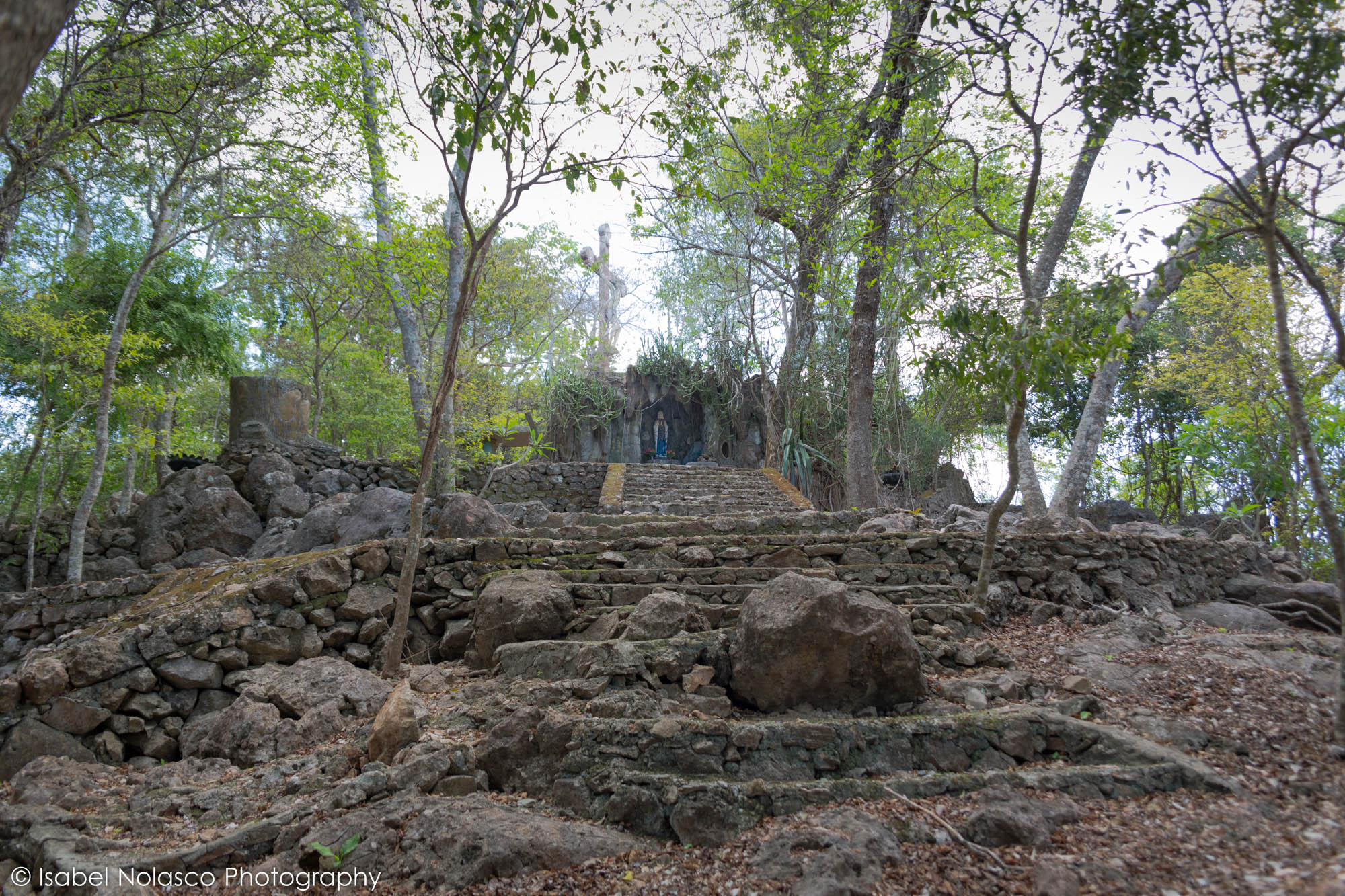
Mauerreste in Gruta Morutau (Gemeinde Bobonaro)

Die Tranqueira sind die einzigen historischen Großanlagen, die von den Bewohnern Timors geschaffen wurden.
Der Großteil von ihnen wurden zwischen 1150 und 1650 n. Chr. gebaut, die meisten entstanden zwischen 1450 und 1650. Ähnliche Bauwerke aus der Zeit von 1300 bis 1700 n. Chr. sind auch aus anderen Teilen des Malaiischen Archipels und Ozeanien bekannt. In dieser Zeit war die Wirkung des El Niño sehr stark, wodurch es auf Timor oft zu Dürren kam. Man vermutet, dass daraus Hungersnöte und Konflikte zwischen den Stämmen der Insel folgten. Die Mauern der Tranqueiras wurden auf der Spitze von Hügeln aus gestapelten Kalksteinen gebaut. Innerhalb der Befestigung finden sich heute noch Plattformen und kleinere Wälle aus Stein. Die Außenwälle haben in der Regel eine Öffnung oder Durchgang. Manchmal bilden Mauern zum Eingang hin einen verwinkelten Korridor.

## Architektur der Kolonialzeit

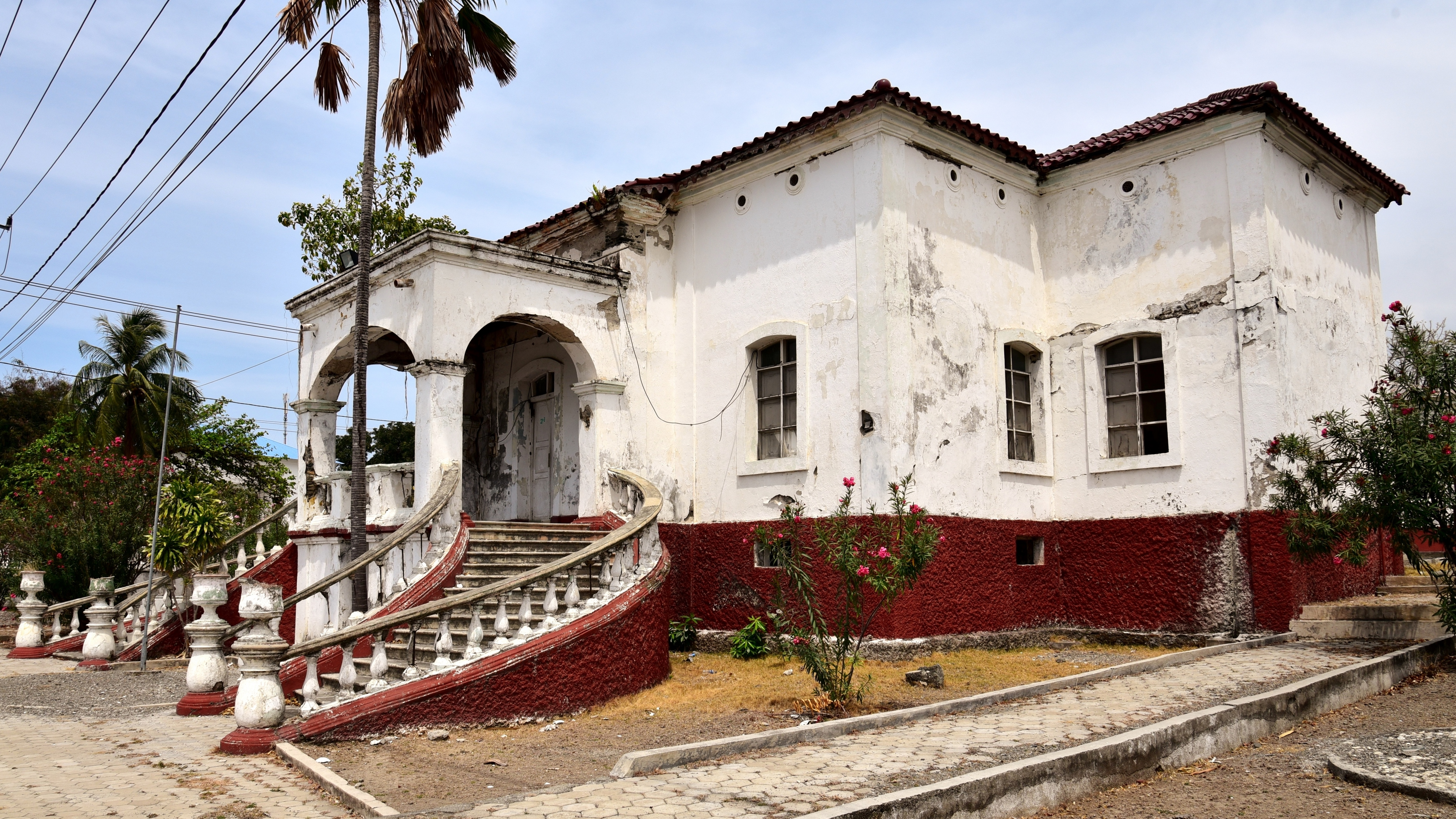
Residenz des Administrators in Liquiçá

Aus der Zeit vor 1900 sind nur wenige Gebäude erhalten, vieles fiel der Schlacht um Timor (1942–1945) zwischen Japanern und den Alliierten und auch der Krise in Osttimor 1999 zum Opfer. Manche Gebäude wurden nach der Unabhängigkeit Osttimors recht eigenwillig renoviert, wie etwa der Stadtmarkt von Baucau. Andere Kolonialbauten verfallen. Aus der Endzeit der Kolonialzeit stammen als Vertreter der Modernen Architektur die Banco Nacional Ultramarino und die Associação Comercial, Agrícola e Industrial de Timor (ACAIT). Gut zu erkennen ist bei diesen Gebäuden die Berücksichtigung der klimatischen Verhältnisse durch Sonnenschutz und Lüftung.

## Architektur der indonesischen Besatzungszeit

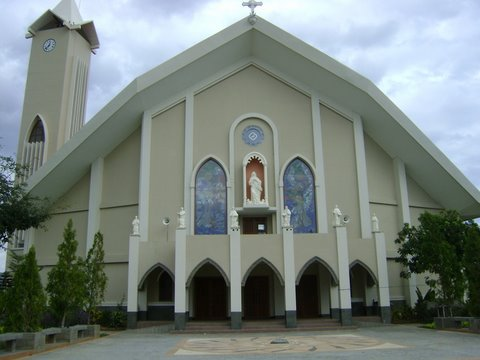
Die Kathedrale von Dili

Glanzstück der indonesischen Besatzungszeit ist die Kathedrale von Dili, die der indonesische Diktator Suharto den Osttimoresen in den 1980er Jahren zum Geschenk machte. Sie blieb im Gegensatz zu vielen anderen Gebäuden bei der Gewaltwelle nach dem Unabhängigkeitsreferendum in Osttimor 1999 verschont.
In der Zeit nahm der Gebrauch moderner Materialien, wie Beton und Zinkblech, vor allem in Dili weiter zu. Noch immer sind mehr als 1000 Wohnhäuser in Osttimor mit Asbest aus dieser Zeit belastet. Zur besseren Kontrolle der Bevölkerung wurden viele Osttimoresen in neue Siedlungen zwangsumgesiedelt, was eine Entcharakterisierung der traditionellen Architektur zur Folge hatte. Die klimatisch ungünstigen Gebäude führten aufgrund der nun notwendigen Klimaanlagen zu einem größeren Bedarf an Elektrizität. Eine sinnvolle Einführung waren Dächer mit zwei verschiedenen Neigungswinkeln, die sich bei den starken Niederschlägen in der Regenzeit bewährte.

## Moderne Architektur in Osttimor

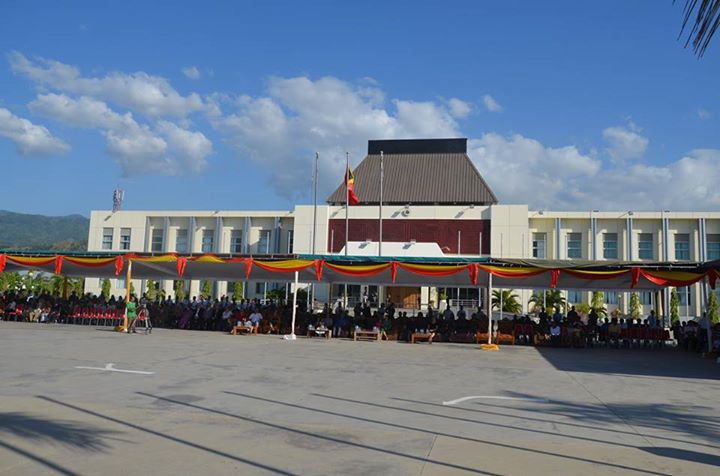
Der Präsidentenpalast Osttimors

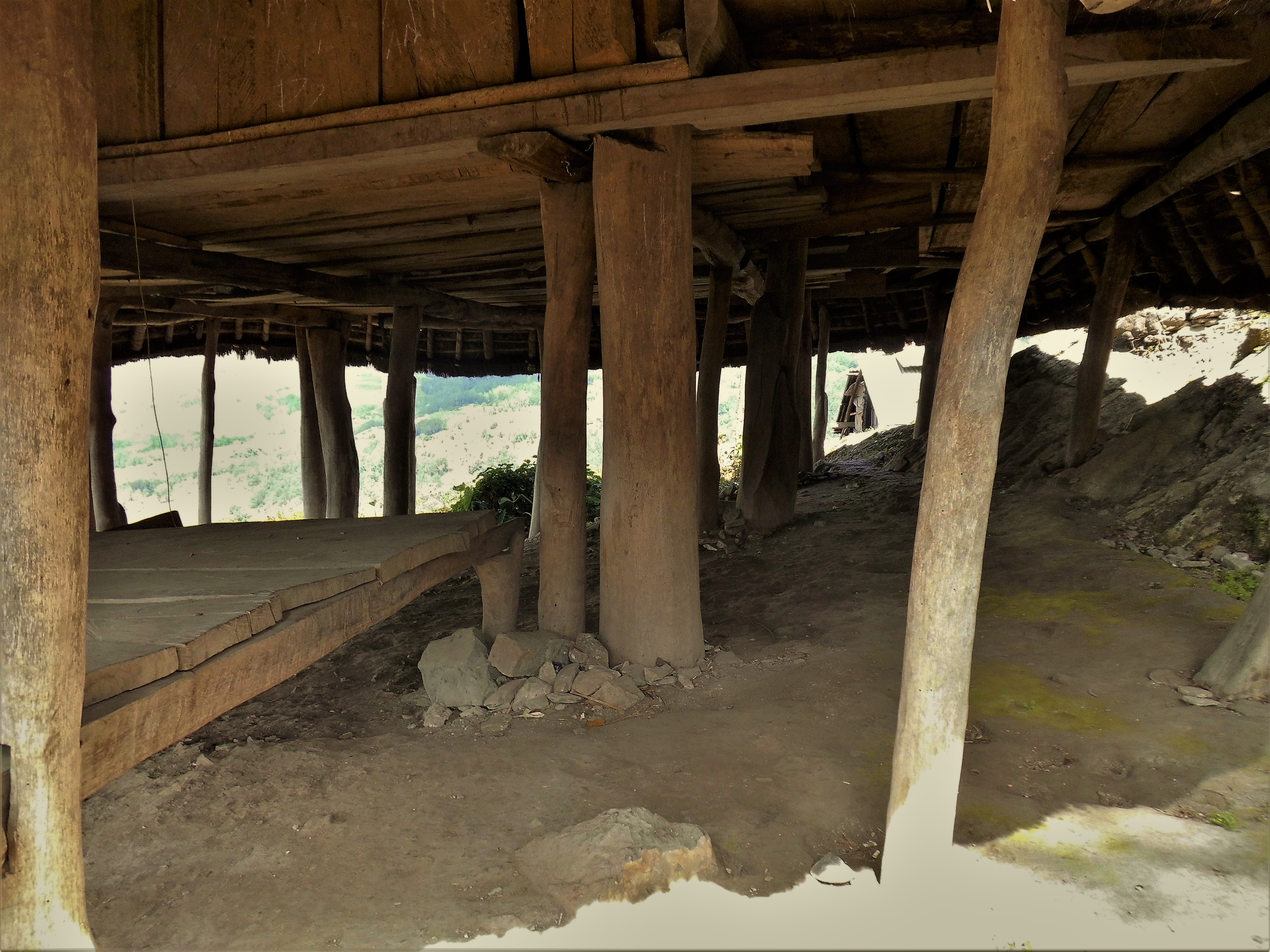
Pfahlkonstruktion unter einer Hütte im Suco Maubisse

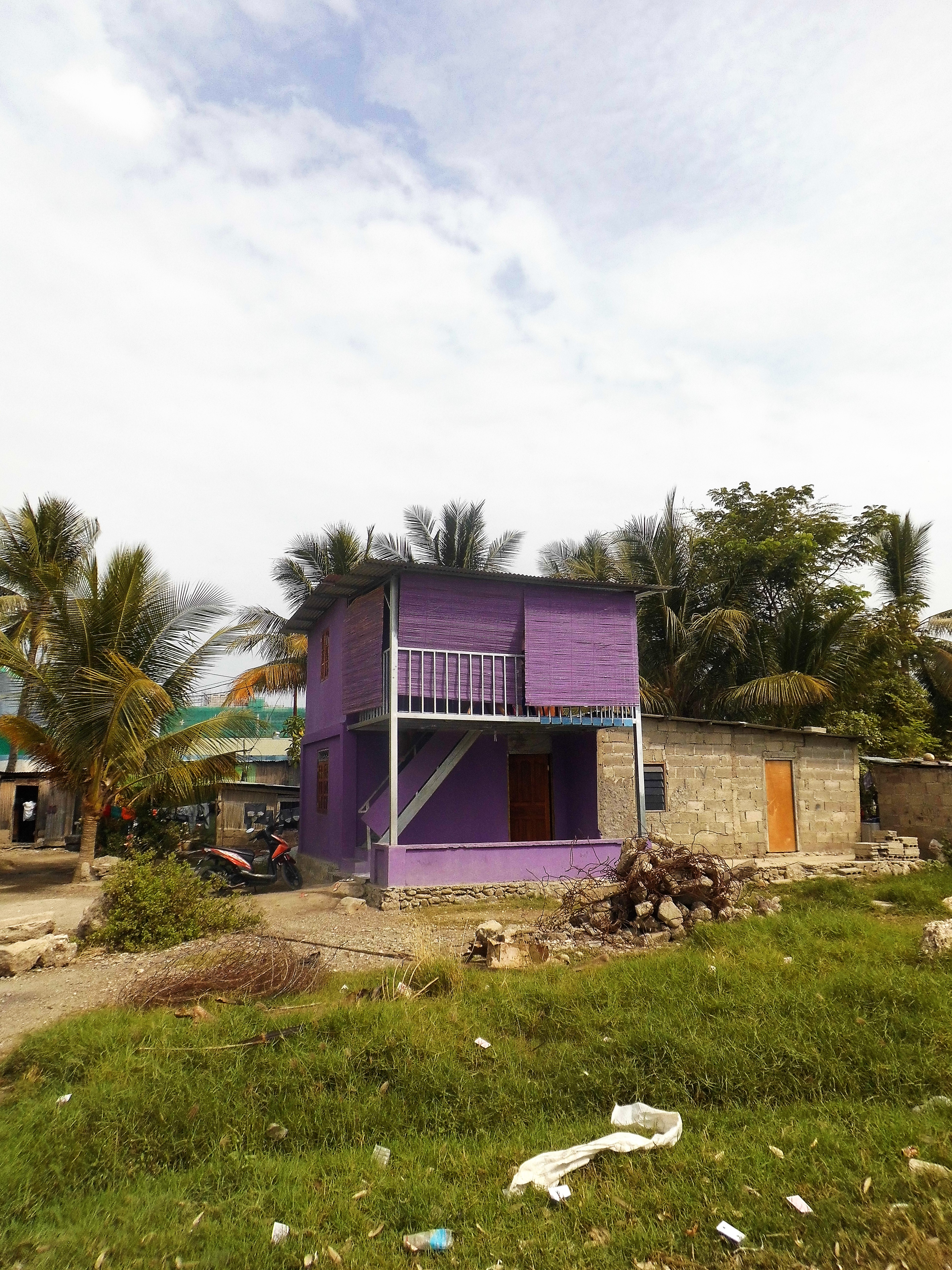
Haus in Kampung Alor, Dili (2018)

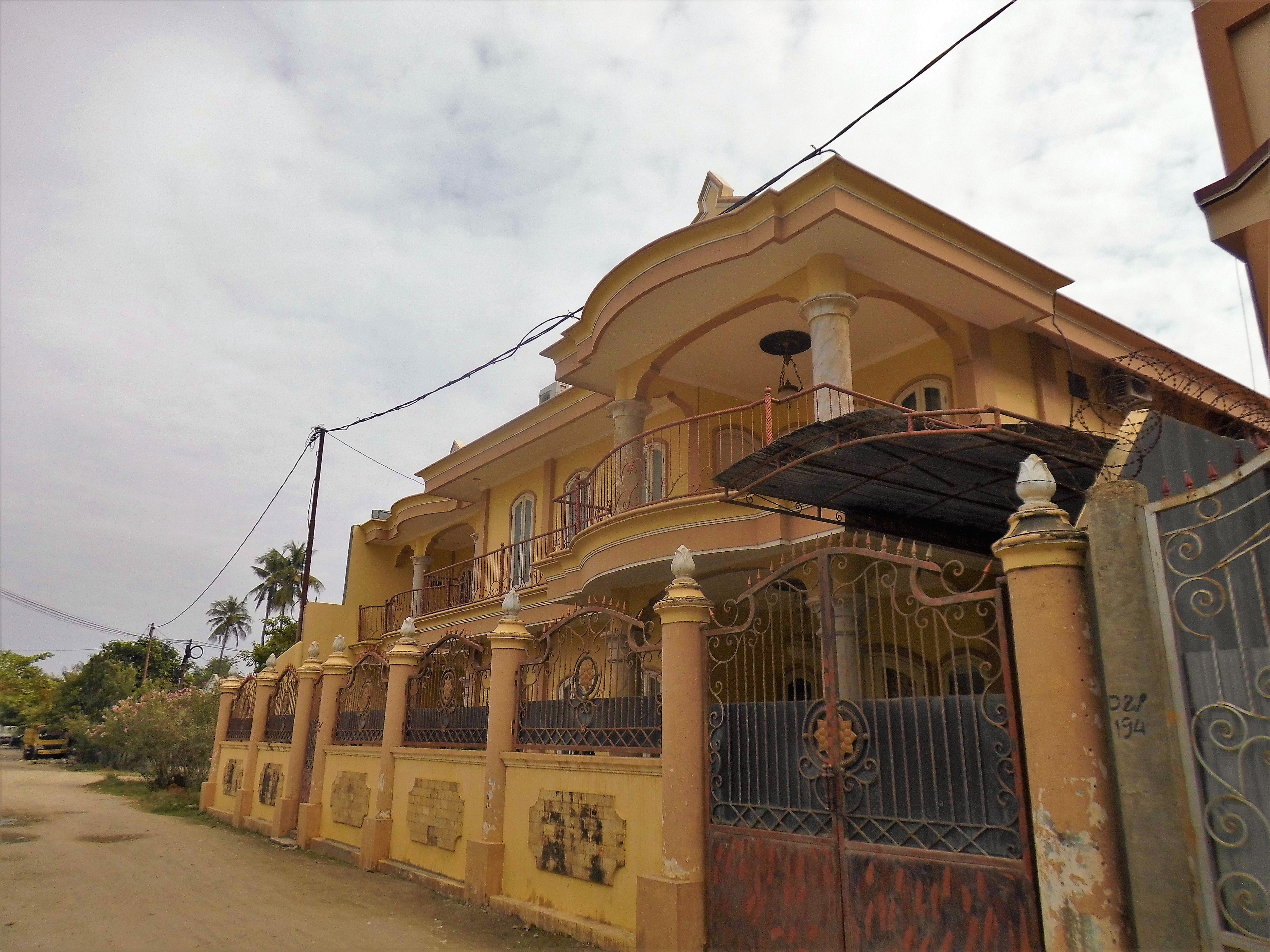
Privathaus in Kampung Alor, Dili, erbaut um 2012

Die steilen Dächer der Fataluku-Häuser dienen auch als Vorbild für moderne Gebäude. Bereits unter den Portugiesen entstanden das Terminal des Flughafens Presidente Nicolau Lobato und die katholische Kirche von Lospalos, die Indonesier steuerten die Kapelle von Tasitolu bei. Nach der Unabhängigkeit kam zum Beispiel der Präsidentenpalast dazu, der mit chinesischer Hilfe entstand. Mehrere große Kirchen wurden in den Jahren nach der Unabhängigkeit gebaut. So in Ossu (2012), Viqueque (2015) und Suai (2012).
Etwa die Hälfte der Bevölkerung lebt noch immer in Hütten, die oft Mischungen aus traditionellen und modernen Baumitteln sind. Zinkbleche werden zum Beispiel mit Palmwedel bedeckt, die übrige Struktur besteht oft aus Beton, Holz oder Bambus. In den Städten werden vermehrt Ziegel und Zementsteine verwendet. Schräge Dächer sind bei der wohlhabenderen Bevölkerung bevorzugt. Ohnehin werden die Häuser entweder nach westlichem Vorbild oder den vorhandenen finanziellen Mitteln geschuldet errichtet. Die Landflucht führte zu urbanen Siedlungen, denen der Anschluss zu Elektrizität, Wasser und Kanalisation fehlen. Eine übergeordnete Planung oder Regulierung fehlt.
| Anteil Haushalte 2015 (Änderung gegenüber 2010) mit … |                  |                 |                 |               |                   |               |               |               |
| … Hauswänden aus …                                    |                  |                 |                 |               |                   |               |               |               |
| Ziegel/Beton                                          | Ziegel/Beton     | Holz            | Bambus          | Lehm          | Eisen-/ Zinkblech | Palmwedel     | Natursteine   | Sonstiges     |
| 33 % (+ 8 %)                                          | 33 % (+ 8 %)     | 4 % (± 0 %)     | 25 % (−6 %)     | 1 % (−2 %)    | 5 % (+4 %)        | 25 % (−3 %)   | 1 % (± 0 %)   | 1 % (± 0 %)   |
| … Dächern aus …                                       | … Dächern aus …  | … Dächern aus … | … Dächern aus … | … Böden aus … | … Böden aus …     | … Böden aus … | … Böden aus … | … Böden aus … |
| Palmwedel / Stroh / Bambus                            | Eisen-/Zinkblech | Dachziegel      | Sonstiges       | Beton         | Fliesen           | Boden/Lehm    | Bambus/Holz   | Sonstiges     |
| 22 % (−9 %)                                           | 75 % (+9 %)      | 1 % (±0 %)      | 2 % (+1 %)      | 39 % (+13 %)  | 9 % (+2 %)        | 46 % (−13 %)  | 4 % (±0 %)    | 2 % (−2 %)    |

## Belege